# Исии, Сигэми
Сигэми Исии (яп. 石井 茂巳; род. 7 июля 1951, Япония) — японский футболист. Выступал за сборную Японии.

## Клубная статистика
В 1976 году после окончания Университета Тюо Исии стал игроком «ДЖЕФ Юнайтед Итихара Тиба» (ранее — «Фурукава Электрик»). Вместе с клубом он выигрывал чемпионат страны в 1976 и 1985/86, завоевывал Кубок Императора в 1976, 1977, 1982 и Кубок лиги в 1986 году. Этот год и стал последним в его игровой карьере. Всего Исии провел 149 матчей и забил 5 голов в чемпионате. Был включен в символическую сборную лиги по итогам сезона 1976 года.

## Карьера в сборной
12 февраля 1974 года, когда Исии был студентом Университета Тюо, он дебютировал за сборную Японии против Сингапура. В сентябре он был вновь вызван в национальную команду для участия в Азиатских играх. После этого он играл в отборочных матчах к чемпионату мира 1978 года. Он сыграл 15 игр за Японию и завершил выступления в 1979 году.

## Статистика

### В клубе
| Сезон   | Клуб              | Лига   | Матчи | Голы |
| ------- | ----------------- | ------ | ----- | ---- |
| 1976    | Фурукава Электрик | JSL D1 | 18    | 0    |
| 1977    | Фурукава Электрик | JSL D1 | 18    | 2    |
| 1978    | Фурукава Электрик | JSL D1 | 18    | 0    |
| 1979    | Фурукава Электрик | JSL D1 | 18    | 1    |
| 1980    | Фурукава Электрик | JSL D1 | 18    | 1    |
| 1981    | Фурукава Электрик | JSL D1 | 16    | 0    |
| 1982    | Фурукава Электрик | JSL D1 | 17    | 0    |
| 1983    | Фурукава Электрик | JSL D1 | 13    | 0    |
| 1984    | Фурукава Электрик | JSL D1 | 12    | 1    |
| 1985/86 | Фурукава Электрик | JSL D1 | 1     | 0    |
| Итого   | Итого             | Итого  | 149   | 5    |

### В сборной
| Сборная Японии | Сборная Японии | Сборная Японии |
| Год            | Матчи          | Голы           |
| -------------- | -------------- | -------------- |
| 1974           | 4              | 0              |
| 1975           | 1              | 0              |
| 1976           | 0              | 0              |
| 1977           | 4              | 0              |
| 1978           | 0              | 0              |
| 1979           | 6              | 0              |
| Итого          | 15             | 0              |